# Oudwestnederfrankisch
Het Oudwestnederfrankisch vormt samen met het Oudoostnederfrankisch de twee hoofddialecten van het Oudnederfrankisch dat tegenwoordig ook wel Oudnederlands wordt genoemd. 
De oudste bron van dit hoofddialect is waarschijnlijk de beroemde probatio pennae uit een elfde-eeuws handschrift, bewaard in de Bodleian Library in Oxford:
| Hebban olla vogala nestas hagunnan hinase hi(c) (e)nda thu uu(at) (u)nbida(n) (uu)e nu | Hebben (zijn) alle vogels nesten begonnen behalve ik en jij waar wachten we nu op |

Of dit tekstje werkelijk Oudwestnederfrankisch (en/of Oudnederlands) is, wordt in twijfel getrokken door de Belgische hoogleraar Luc de Grauwe (Universiteit Gent). Hij meent dat het hier om een oud Kents dialect zou gaan. Meer hierover is te vinden onder het lemma Hebban Olla Vogala. 
Een andere en grotere bron waarin het Oud Westnederfrankisch is overgeleverd is de Leidse Willeram.
Verder zijn allerlei glossen en plaats- en persoonsnamen bekend uit Latijnse teksten. Uit met name de laatste bronnen blijkt dat de vroegste namen – stammend uit de negende en tiende eeuw – nog een duidelijk Oudnederfrankisch karakter hebben. In de twaalfde eeuw krijgen de werkwoordsvervoegingen en verbuigingen van zelfstandige naamwoorden groeiende Middelnederlandse eigenschappen.
Het Oudnederlands steunde zowel op het Oud Oost- als Westnederfrankisch. Ook het uit het Oudnederlands voortgekomen Middelnederlands steunde op beide hoofddialecten. Volgens geleerden waren er dan ook geen grote wezenlijke verschillen tussen beide. 